# Trnov
Trnov är en ort i Tjeckien. Den ligger i den nordöstra delen av landet, 120 km öster om huvudstaden Prag. Trnov ligger 294 meter över havet och antalet invånare är 632.
Terrängen runt Trnov är platt västerut, men österut är den kuperad.Runt Trnov är det ganska tätbefolkat, med 166 invånare per kvadratkilometer. Närmaste större samhälle är Náchod, 19,1 km norr om Trnov. Trakten runt Trnov består till största delen av jordbruksmark.